# États-Unis aux Jeux olympiques d'hiver de 2002
Les États-Unis participent aux Jeux olympiques d'hiver de 2002 à Salt Lake City aux États-Unis du 8 au 24 février 2002. Il s'agit de leur 19e participations à des Jeux d'hiver.
La délégation américaine est composée de 202 athlètes: 115 hommes et 87 femmes.

## Médaillés

### Médailles d'or
| Sport                                | Discipline       | Athlète(s)                  | Performance    | Date       |
| Médailles d'or : 10                  |                  |                             |                |            |
| Bobsleigh                            | Bob féminin      | Jill Bakken Vonetta Flowers | 1 min 37 s 76  | 19 février |
| Patinage Artistique                  | Épreuve Dames    | Sarah Hughes                | 3.0            | 21 février |
| Patinage de vitesse                  | 500 m Hommes     | Casey FitzRandolph          | 69 s 23        | 12 février |
| Patinage de vitesse                  | 1 500 m Hommes   | Derek Parra                 | 1 min 43 s 95  | 19 février |
| Patinage de vitesse                  | 1 000 m Femmes   | Christine Witty             | 1 min 13 s 83  | 17 février |
| Patinage de vitesse sur piste courte | 1 500 m          | Apolo Anton Ohno            | 2 min 18 s 541 | 20 février |
| Skeleton                             | Épreuve Dames    | Tristan Gale                | 1 min 45 s 11  | 20 février |
| Skeleton                             | Épreuve Hommes   | Jimmy Shea                  | 1 min 41 s 96  | 20 février |
| Snowboard                            | Half-pipe Dames  | Kelly Clark                 | 47 s 9         | 10 février |
| Snowboard                            | Half-pipe Hommes | Ross Powers                 | 46 s 1         | 11 février |

### Médailles d'argent
| Sport                   | Discipline       | Athlète(s) | Performance                | Date       |
| Médailles d'argent : 13 |                  | |                            |            |
| Bobsleigh               | Bob à quatre     | Todd Hays Garrett Hines Randy Jones Bill Schuffenhauer | 3 min 7 s 81               | 23 février |
| Hockey sur glace        | Tournoi féminin  | Chris Bailey Laurie Baker Karyn Bye Julie Chu Natalie Darwitz Sara Decosta Tricia Dunn Cammi Granato Courtney Kennedy Katie King Andrea Kilbourne Shelley Looney Sue Merz Tara Mounsey Allison Mleczko Jenny Potter Angela Ruggiero Sarah Tueting Lyndsay Wall Krissy Wendell                     | battue par le Canada 3 à 2 | 21 février |
| Hockey sur glace        | Tournoi masculin | Tony Amonte Tom Barrasso Chris Chelios Adam Deadmarsh Chris Drury Mike Dunham Bill Guerin Phil Housley Brett Hull John Leclair Brian Leetch Aaron Miller Mike Modano Tom Poti Brian Rafalski Mike Richter Jeremy Roenick Brian Rolston Gary Suter Keith Tkachuk Doug Weight Mike York Scott Young | battue par le Canada 5 à 2 | 24 février |
| Ski alpin               | Combiné          | Bode Miller | 3 min 17 s 84              | 13 février |
| Ski alpin               | Géant            | Bode Miller | 2 min 24 s 16              | 21 février |
| Ski acrobatique         | Bosses Femmes    | Shannon Bahrke | 25.06 points               | 9 février  |
| Ski acrobatique         | Bosses Hommes    | Travis Mayer | 27.59                      | 12 février |
| Ski acrobatique         | Saut Hommes      | Joe Pack | 251.64                     | 19 février |